# Adam Blythe
Adam Blythe (* 1. Oktober 1989 in Sheffield) ist ein ehemaliger britischer Radrennfahrer.

## Sportliche Laufbahn
Blythe widmete sich als Nachwuchsfahrer zunächst vor allem dem Bahnradsport. Er wurde 2006 Junioren-Bahnradeuropameister in der Mannschaftsverfolgung und britischer Juniorenmeister im Punktefahren. Im Jahr 2007 wurde er erneut Europameister in der Mannschaftsverfolgung, er gewann mit Peter Kennaugh den UIV Cup in Gent und wurde mit Luke Rowe britischer Meister im Zweier-Mannschaftsfahren.
2008 erhielt Blythe beim Team Konica Minolta-Bizhub seinen ersten Vertrag mit einem UCI-Team und bestritt fortan hauptsächlich Rennen auf der Straße. 2009 gewann er eine Etappe der Thüringen-Rundfahrt. Im Jahr darauf entschied er die Gesamtwertung des Circuit Franco-Belge sowie den Nationale Sluitingsprijs für sich. 2012 gewann er eine Etappe von Paris–Corrèze und Binche–Tournai–Binche. 2014 gewann Adam Blythe den RideLondon Classic und wurde 2016 britischer Meister im Straßenrennen. 
In den Saisons 2017 und 2018 fuhr Blythe für das Team Aqua Blue Sport, das Ende 2018 aufgelöst wurde. Er gewann in seinem zweiten Jahr dort die Elfstedenronde und die Silbermedaille der Britische Meisterschaften im Straßenrennen. Nachdem er zunächst kein neues Angebot erhalten hatte, wollte er seine Radsportkarriere beenden. Auf Empfehlung seines langjährigen Freundes Ben Swift, der ein Angebot von Lotto Soudal erhalten hatte, aber zum Team Sky gewechselt war, erhielt Blythe einen Vertrag bei Lotto Soudal, wo er nach Ablauf der Saison 2019 seine Laufbahn als Aktiver beendete.

## Trivia
Adam Blythe ist für seine vielen verschiedenen Rennschuhe in verrückten Designs bekannt, die ihm von seinem Ausstatter zur Verfügung gestellt werden. Nach eigenem Bekunden hat er drei Schränke nur für seine Schuhe.

## Erfolge
2006
- Junioren-Europameister – Mannschaftsverfolgung (mit Jonathan Bellis, Steven Burke und Peter Kennaugh)
- Britischer Junioren-Meister – Punktefahren

2007
- Junioren-Europameister – Mannschaftsverfolgung (mit Peter Kennaugh, Mark McNally und Luke Rowe)
- Britischer Meister – Zweier-Mannschaftsfahren (mit Luke Rowe)

2008
- eine Etappe Tour of Hong Kong Shanghai

2009
- eine Etappe Thüringen-Rundfahrt (U23)

2010
- Gesamtwertung und zwei Etappen Circuit Franco-Belge
- Nationale Sluitingsprijs

2012
- eine Etappe Paris–Corrèze
- Binche–Tournai–Binche

2013
- Mannschaftszeitfahren Tour of Qatar

2014
- RideLondon Classic

2016
- Britischer Meister – Straßenrennen

2018
- Elfstedenronde
- Britische Meisterschaft – Straßenrennen

## Grand Tour-Platzierungen
| Grand Tour            | 2010 | 2011 | 2012 | 2013 | 2014 | 2015 | 2016 | 2017 | 2018 | 2019 |
| --------------------- | ---- | ---- | ---- | ---- | ---- | ---- | ---- | ---- | ---- | ---- |
| Giro d’ItaliaGiro     | DNF  | DNF  | –    | 167  | –    | –    | –    | –    | –    | –    |
| Tour de FranceTour    | –    | –    | –    | –    | –    | –    | –    | –    | –    | –    |
| Vuelta a EspañaVuelta | –    | –    | –    | –    | –    | –    | –    | 155  | –    | –    |

## Teams
- 2008 Team Konica Minolta-Bizhub
- 2009 Silence-Lotto (Stagiaire)
- 2010 Omega Pharma-Lotto
- 2011 Omega Pharma-Lotto
- 2012 BMC Racing Team
- 2013 BMC Racing Team
- 2014 Team NFTO
- 2015 Orica GreenEdge
- 2016 Tinkoff
- 2017 Aqua Blue Sport
- 2018 Aqua Blue Sport
- 2019 Lotto Soudal